# Helicobacter acinonychis
Helicobacter acinonychis es una especie de  bacteria de la familia Helicobacteraceae, orden Campylobacterales. Se aisló por primera vez de guepardos (Acinonyx jubatus) con gastritis, por lo que se ha asociado con esta enfermedad en esta especie en particular y otras de su tipo. Es gramnegativa, tiene forma de espiral y crece en condiciones microaerófilas. La cepa tipo es la 90-119 (CCUG 29263, ATCC 51101).